# I = PAT

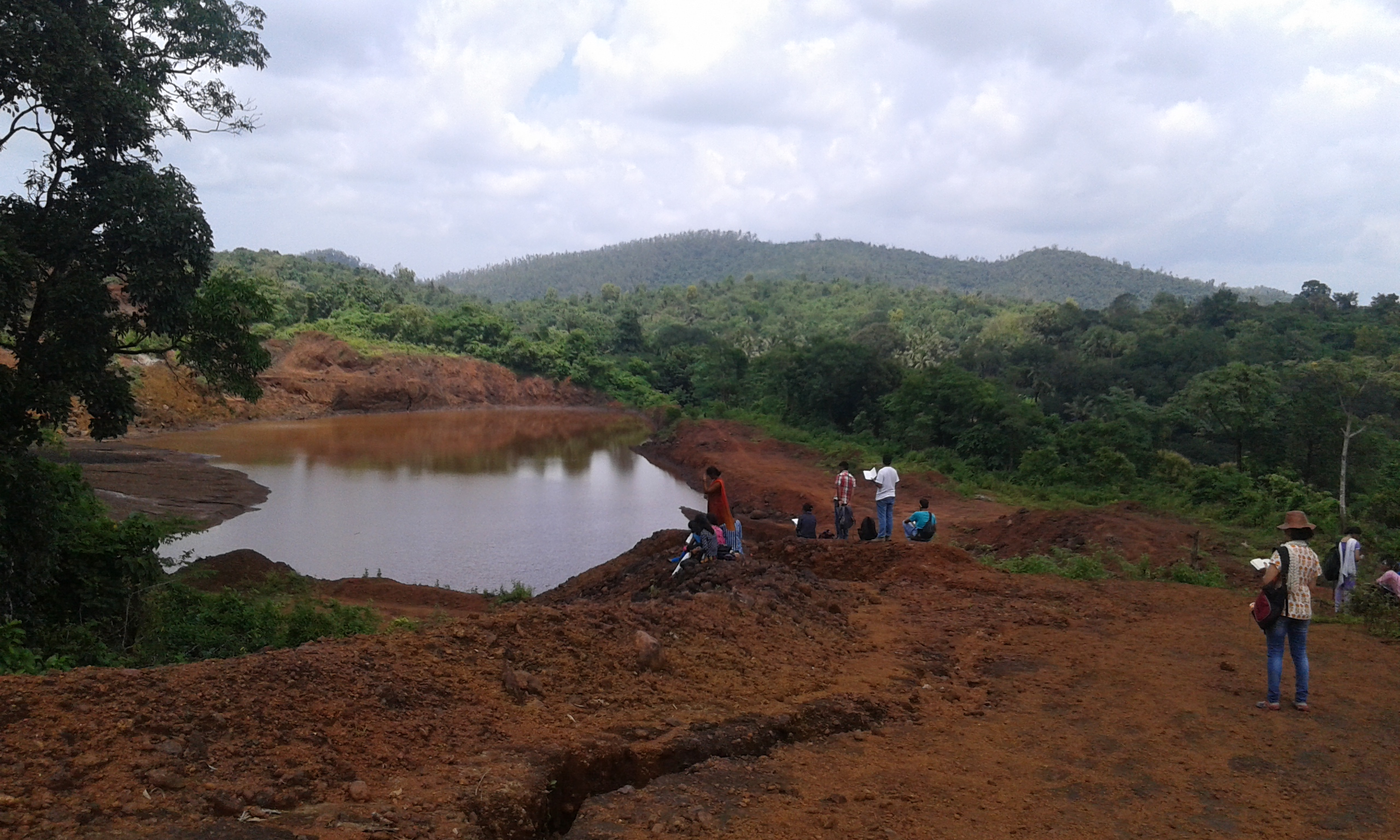
Étude de l'effet de l'exploitation minière sur l'environnement et la communauté villageoise.

I = PAT est une équation proposée au début des années 1970 pour quantifier l'impact environnemental des activités humaines. Selon cette proposition, l'impact environnemental, noté I, est le produit de trois facteurs : taille de la population (P), richesse de la population (A, pour affluence en anglais) et technologie disponible pour la production des biens (T).
Une déclinaison de l'équation I = PAT est l'équation de Kaya, qui relie les émissions de CO2 à la taille de la population, au PIB par habitant, à l'intensité énergétique et au contenu en CO2 de l'énergie consommée.